# Saint-Sauveur-le-Vicomte
Saint-Sauveur-le-Vicomte település Franciaországban, Manche megyében. Lakosainak száma 2088 fő (2022. január 1.). Saint-Sauveur-le-Vicomte Néhou, Besneville, Catteville, Doville, Rauville-la-Place, Sainte-Colombe, Saint-Jacques-de-Néhou, Taillepied és Varenguebec községekkel határos.

## Népesség
A település népessége az elmúlt években az alábbi módon változott:
| Lakosok száma | 2135 | 2214 | 2257 | 2082 | 2195 | 2199 | 2132 | 2088 | 2076 | 2088 |
|               | 1968 | 1982 | 1990 | 2006 | 2013 | 2015 | 2017 | 2019 | 2020 | 2022 |